# Gloeosporium
Gloeosporium è un genere di funghi ascomiceti.

## Specie
- Gleosporium alpinum
- Gloeosporium antherarum
- Gloeosporium caprae
- Gloeosporium cylindrospermum
- Gloeosporium labes
- Gloeosporium phormis
- Gloeosporium pseudophoma
- Gloeosporium salsum
- Gloeosporium solani
- Gloeosporium thumenii
- Gloeosporium trifolii
- Gloeosporium vagans
- Gloeosporium venetum
- Gloeosporium vogelianum